# Satu Mare (gmina w okręgu Suczawa)
Satu Mare – gmina w Rumunii, w okręgu Suczawa. Obejmuje miejscowości Satu Mare i Țibeni. W 2011 roku liczyła 3594 mieszkańców.